# Linoleum

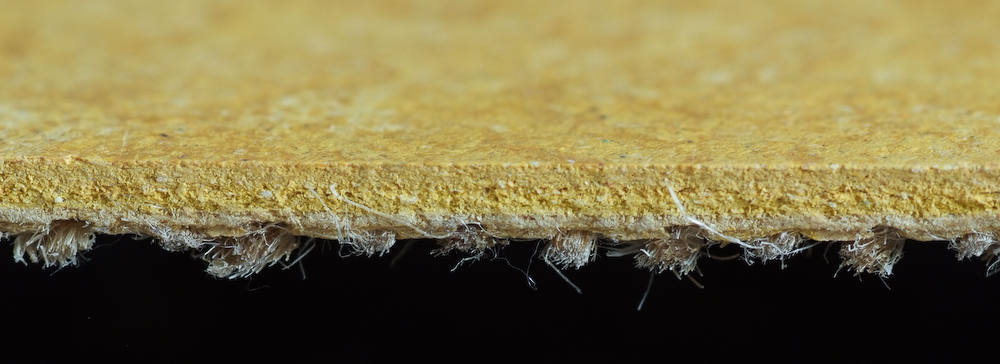
Na rozdíl od většiny PVC podlah jde barva přes celé linoleum

Linoleum, lidově zkracováno na lino, je druh podlahové krytiny vyrobené z obnovitelných materiálů, jako je ztuhlý lněný olej, borovicová kalafuna, korkový prach, dřevitá moučka a z minerálních plniv, jako je uhličitan vápenatý. Nejčastěji je položeno na jutové tkanině nebo na plátěné podložce, do materiálu se často přidávají různé pigmenty.
Často je zaměňováno za podlahovou krytinu z PVC, linoleum je však tlustší, měkčí, více připomíná pryž.

## Historie
Původně se linoleum chápalo jako korkový koberec, u kterého byly korkové části spojovány kaučukem nebo gutaperčou.
Poprvé bylo vyrobeno v roce 1844 Elijahem Gallowayem. V roce 1860 použil Frederick Walton (1834–1928) jako pojiva korku místo kaučuku lněný olej a kalafunu (borovicová pryskyřice), které se staly základem pro výrobu linolea. Namísto korku se nyní používají dřevitá moučka a jutová tkanina.
Linoleum i v dnešní době představuje 100% přírodní produkt.[zdroj⁠?!] Je biologicky odbouratelné a nenarušuje přírodní prostředí.[zdroj⁠?!] Od poloviny 20. století mu silně konkurují podlahoviny z polyvinylchloridu (PVC). Ty jsou sice méně hořlavé, ale na druhé straně při jejich hoření vznikají zdraví velmi nebezpečné chemické zplodiny. Navíc obsahuje zdraví škodlivé ftaláty.

## Použití
Linoleum je pro své hygienické a nealergické vlastnosti využíváno k pokrytí podlah v prostorách, kde žijí alergici, v nemocnicích a zdravotnických zařízeních. Rozmanitost vzorů a intarzií různých barev a zrcadlových tvarů je ceněna jako vysoká řemeslná dovednost, zvyšující vzhled interiérů.